# Dénes Kovács
Pour les articles homonymes, voir Kovacs.
Dans le nom hongrois Kovács Dénes, le nom de famille précède le prénom, mais cet article utilise l’ordre habituel en français Dénes Kovács, où le prénom précède le nom.
Dénes Kovács, né le 18 avril 1930 à Vác et mort le 11 février 2005 à Budapest, est un violoniste hongrois.

## Biographie
Dénes Kovács a commencé sa carrière de violoniste à l'âge de cinq ans à l'École de musique de Fodor près de Dezső Rados. À partir de 1944, il a été l'élève de Ede Zathureczky. Entre 1951 et 1961, il a été premier violon de l'Opéra d'État hongrois et en 1955 a remporté le prix Carl Flesch à Londres. Pendant 47 ans, il a enseigné à l'Académie de musique de Budapest (actuellement Université de musique Franz-Liszt) à des générations de musiciens en herbe. De 1967 à 1971, il en est devenu directeur général, et de 1971 à 1980 recteur.
Son jeu se caractérisait par la droiture, la discipline, la clarté et la simplicité. En tant que soliste, il a joué l'ensemble des œuvres classiques, mais aussi les concertos pour violon des compositeurs contemporains. Un grand nombre d'enregistrements nous conservent encore son jeu.
Comme recteur de l'Académie de musique, il a créé le Grand Prix de l'Académie de musique et s'est attaché de promouvoir la formation des enfants extraordinairement doués. Il a organisé des concours, a travaillé à améliorer la qualité de l'enseignement de la musique, a séparé la formation des enseignants de l'enseignement supérieur de celui des artistes. Il a également créé la Direction indépendante de la musique de chambre.
Dénes Kovács jouait sur un Guarneri (« Guarnerius del Gesù 1742 »), qui après sa mort, a été transmis à Barnabás Kelemen.
En France, il a notamment enregistré des œuvres de Bela Bartók avec Hélène Boschi (label Chant du monde).

## Distinctions
- 1954 Prix Franz-Liszt
- 1955 Prix Carl-Flesch, Londres
- 1958 Prix Franz-Liszt
- 1963 Prix Kossuth
- 1970 Kiváló művész (Artiste d'excellence)
- 2000 Prix Bartók Béla – Pásztory Ditta
- 2004 Officier de l'ordre du Mérite de la République de Hongrie